# 張力
張力（ちょうりょく、英語：tension）あるいは引張力（ひっぱりりょく）という言葉は、一般には単に引っ張る力というような意味で用いられる言葉であるが、物理学においては、物体のある平面において、引っ張り合う垂直応力として定義されている。対義語は圧縮力。
ただし、力学の例題で扱われる滑車の問題等において、紐が物体を引っ張る力を張力Tと表現するなど、物理学においても引っ張る力、特にひも状の物体に対して加わる力の反作用としてひも状の物体がその力を及ぼしている物体に対して加える力の意味で張力という言葉を用いることもある。
なお、ベルト伝動装置、ローラーチェーン伝動装置などの巻掛け伝動のものにおいては確実な動力の伝達のためには張力の管理が重要となる。
引っ張る力としての張力と、たるみからなる曲線をカテナリー曲線という。